# Provincia di Quang Ngai
Quang Ngai (vietnamita: Quảng Ngãi) è una provincia del Vietnam, della regione di Nam Trung Bo. Occupa una superficie di 5155.2 km² e ha una popolazione di 1.245.600 abitanti. 
La capitale provinciale è Quảng Ngãi.

## Distretti
Di questa provincia fanno parte la città di Quảng Ngãi, municipalità autonoma, e i distretti di:
- Ba Tơ
- Bình Sơn
- Đức Phổ
- Minh Long
- Mộ Đức
- Nghĩa Hành
- Sơn Hà
- Sơn Tây
- Sơn Tịnh
- Tây Trà
- Trà Bồng
- Tư Nghĩa
- Lý Sơn